# Adnan Kudmani
Adnan Kudmani (arab. عدنان قدماني; ur. 18 stycznia 1957) – syryjski zapaśnik walczący w stylu wolnym. Olimpijczyk z Moskwy 1980, gdzie odpadł w eliminacjach turnieju kategorii 62 kg.

## Turniej wMoskwie 1980
| Konkurencja         | Walki                              | Walki                 | Klas. końcowa          |
| Konkurencja         | Przeciwnik I                       | Przeciwnik II         | Miejsce                |
| ------------------- | ---------------------------------- | --------------------- | ---------------------- |
| styl wolny do 62 kg | Öldzijbajaryn Nasandżargal (MGL) L | Jan Szymański (POL) L | odpadł w eliminacjach. |